# Jacob Salatun
Raden Jacob Salatun (29 tháng 5 năm 1927 tại Banyumas – 3 tháng 2 năm 2012 tại Jakarta) là một sĩ quan 3 sao của Không quân Indonesia (Trung tướng Không quân). Ông được biết đến như là người sáng lập Viện Hàng không và Vũ trụ Indonesia vào năm 1963. Từ ngày 28 tháng 3 năm 1966 đến ngày 25 tháng 7 năm 1966, ông là Bộ trưởng Bộ Công nghiệp Indonesia.
Salatun đã quan sát hiện tượng UFO vào năm 1974. Hai trong số các tác phẩm nổi tiếng của ông là "Menjingkap Rahasia piring terbang" (Tiết lộ bí mật đĩa bay) vào năm 1960 và "UFO: Salah Satu Masalah Dunia Masa Kini" (UFO, Một trong những câu đố hiện tại) vào năm 1982. Ông thành lập SUFOI (Cơ quan Nghiên cứu UFO Indonesia) vào những năm 1980. Trong một bức thư xuất bản năm 1974, ông đã viết, "tôi tin chắc rằng chúng ta phải nghiên cứu vấn đề UFO một cách nghiêm túc vì lý do xã hội học, công nghệ và an ninh."